# Ulmer Münster (Rose)
Die Rosensorte ‘Ulmer Münster’ (Synonym ‘KORtello’) ist eine blutrote, öfterblühende Strauchrose, die von Reimer Kordes 1982 eingeführt wurde. Gezüchtet wurde die Rose aus der ADR-Rose ‘Sympathie’ (Kordes 1964).

## Ausbildung

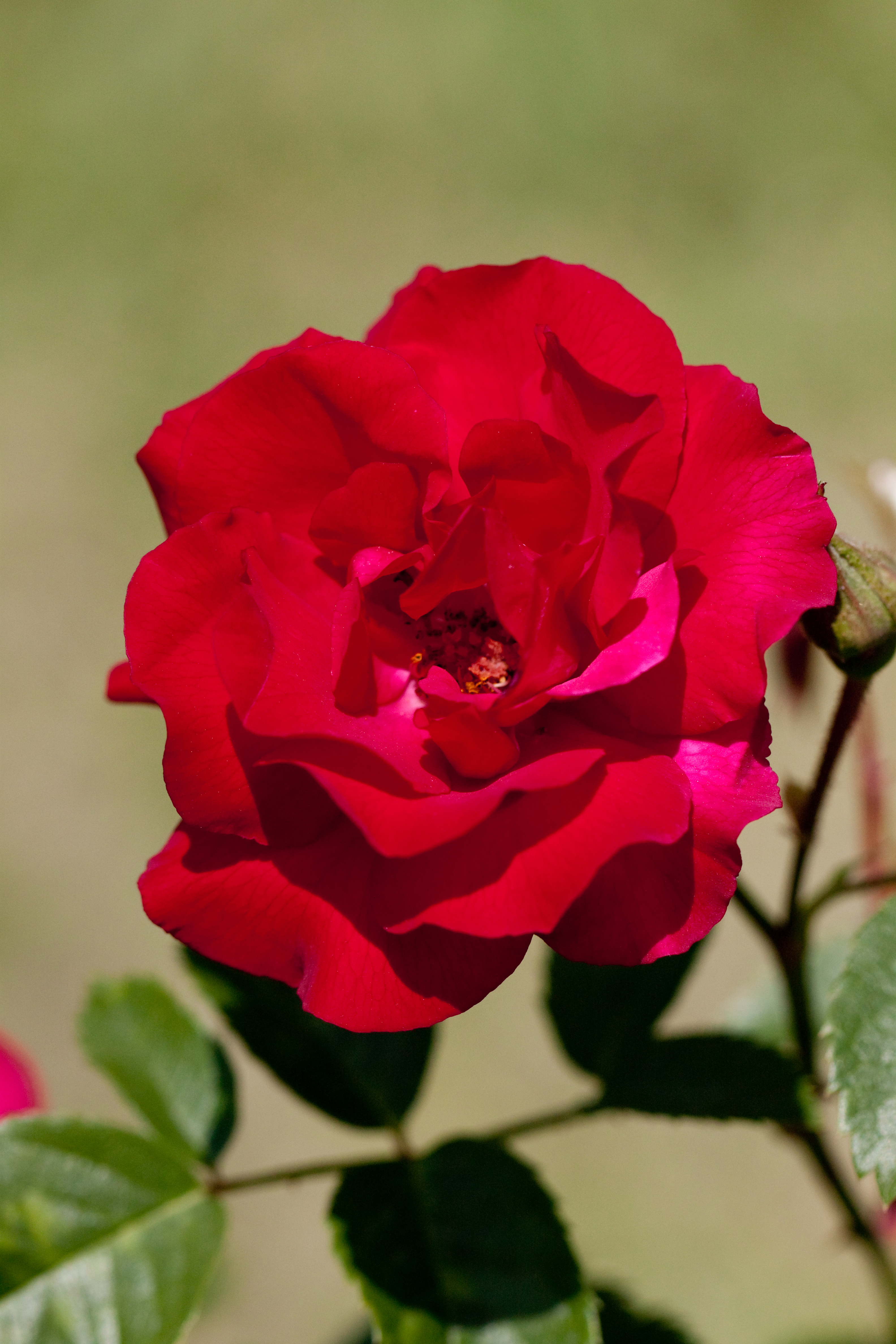
‘Ulmer Münster’ im Botanischen Garten in Kyoto

Die buschig bis aufrecht wachsende Rose ‘Ulmer Münster’ bildet einen kompakten kräftigen Strauch mit langen, starken Trieben aus. Die Rosenpflanze wird etwa 80 cm bis 150 cm hoch und etwa 80 cm breit.
Die einzeln, mitunter auch in Dolden angeordneten blutrot gefärbten Blüten aus 35 leicht gebogenen Petalen bilden eine große gefüllte Blüte aus. Die Blüten sind 10 bis 12 cm groß, regenfest und bilden einen üppigen Herbstflor aus. Die Rose besitzt große dunkelgrüne, glänzende Blätter. Sie blüht anhaltend von Juni bis in den Herbst und ist bei optimalen Bedingungen weitgehend resistent gegenüber den bekannten Rosenkrankheiten Mehltau und Sternrußtau. Die Rose zeichnet sich durch einen zarten, fruchtigen Wildrosenduft aus. Sie gedeiht auf sandigen bis lehmigen Böden an sonnigen bis halbschattigen Standorten.
Die Rose ‘Ulmer Münster’ eignet sich als Solitärpflanze, zur Bepflanzung von Blumenrabatten und findet auch Verwendung in der Floristik. Die remontierende Rose ist äußerst winterhart (USDA-Klimazone 6b und wärmer).
Die Rosensorte wird in zahlreichen Rosarien und Gärten der der Welt, unter anderem im Rosarium Petrović, im San Jose Heritage Rose Garden, im Bergpark Wilhelmshöhe, im Rosarium Uetersen, im Deutschen Rosarium Dortmund und im neu gestalteten Rosengarten Ulm gezeigt.

## Namensgebung
Ursprünglich wollte eine Ulmer Firma die Rose anlässlich eines Firmenjubiläum zu Ehren ihrer Heimatstadt benennen lassen. Dieses Vorhaben wurde jedoch aus Kostengründen in dieser Form nicht realisiert. Kordes benannte ungeachtet dessen 1982 die Neuzüchtung einer Strauchrose nach der größten evangelischen Kirche Deutschlands mit dem höchsten Kirchturm der Welt, nach dem Ulmer Münster.